# Der Schrei (1964)
Der Schrei (Originaltitel: Křik) ist ein tschechoslowakischer Spielfilm des Regisseurs Jaromil Jireš aus dem Jahr 1964 in Schwarzweiß. Zusammen mit Ludvík Aškenazy hatte er auch das Drehbuch verfasst. Die beiden Hauptrollen sind mit Eva Límanová und Josef Abrhám besetzt. In seinem Heimatland kam der Streifen das erste Mal am 14. Februar 1964 in die Kinos. In der DDR hatte er seine Kino-Premiere am 15. Mai 1964; in der Bundesrepublik Deutschland konnte man ihn das erste Mal am 29. Oktober 1966 im Dritten Programm des Norddeutschen Rundfunks sehen. Da hatte er den Titel Der erste Schrei.

## Handlung
Eine etwas unordentliche Einzimmerwohnung in der Mansarde. Der Morgen ist heraufgedämmert. Ein junges Paar liegt in einer Art improvisiertem Doppelbett. Da spürt die Frau ihre ersten Wehen. Sie erwartet ein Kind. Bis es aber so weit ist, vergeht noch fast ein ganzer Tag, an dem Ivana ihrer schweren Stunde entgegenbangt und Slávek seiner Arbeit als Fernsehmechaniker nachgeht. Ivana erlebt das Krankenhaus, die Schwestern, die anderen werdenden Mütter auf ihrem Zimmer, bis es zur nicht gerade leichten Geburt kommt – und man hat den Eindruck des sehr Menschlichen, Persönlichen, Intimen. Slávek erscheint auf seinen Reparaturgängen bei der Kundschaft in einer Schulklasse, wo er Kindertypen verschiedenster Prägung sieht, besucht einen zynischen Kritiker, der gerade die Rezension eines Antonioni-Films abschließt, trifft auf einen anderen Intellektuellen, der ihm klarzumachen versucht, dass Nachkommenschaft nur eine Belastung darstelle, erhält von einem Freund ein Kinderbett geschenkt, wird von einer liebestollen Dame in fast grotesker Weise zu einem Schäferstündchen gezwungen – und man ist im Milieu von Prag, lernt die Leute und ihre Gewohnheiten kennen, ihre Ansichten, ihre sozialen und politischen Standpunkte.
Zwischengeschnitten sind Reminiszenzen aus der Vergangenheit, aber auch Gedankenassoziationen und optischer Ausdruck von Gefühlen. Am Ende steht der erste Schrei des neuen Erdenbürgers.

## Kritiken
Das Lexikon des internationalen Films zog folgendes Fazit: „Aufrichtig und sensibel porträtiert ein 28jähriger tschechischer Regisseur ein junges Ehepaar in Prag an dem Tage, als es sein erstes Kind erwartet. Die poesievoll-kritische Gegenwartsreflexion wird dabei in Parallele gesetzt zu gemeinsamen früheren Erlebnissen persönlicher und gesellschaftlicher Art. Ein psychologisch wie soziologisch aufschlußreicher Film.“
Voll des Lobes zeigte sich auch der Evangelische Filmbeobachter: „Ein erstaunlich moderner Erstling aus der Tschechoslowakei über ein junges Paar und seine Erlebnisse an dem Tage, an welchem sie ihr erstes Kind bekommen. Dieses Hohe Lied der Liebe, der ehelichen Gemeinschaft und der Bejahung des Kindes, fast ohne Ideologie, ist auch in der (zensierten?) DEFA-Fassung sehr zu empfehlen (ab 18).“